# The 20 Questions Murder Mystery
The 20 Questions Murder Mystery é um filme britânico do gênero policial, dirigido por Paul L. Stein. Lançado em 1950, foi protagonizado por Robert Beatty, Rona Anderson e Clifford Evans.